# Yves Antoine
 (novembre 2016).
Yves Antoine est un universitaire et écrivain né en Haïti, le 12 décembre 1941.

## Biographie
C’est au Lycée Pétion à Port-au-Prince qu'Yves Antoine fait ses études. En 1964, il va vivre un an en Espagne et quatre ans aux États-Unis. En 1969, il s’installe au Québec. C’est un an après son arrivée qu’il termine un baccalauréat en pédagogie, à l’Université de Montréal. En 1972, il obtient une maîtrise en sciences de l’éducation. Quelques années plus tard, il reçoit un doctorat en lettres françaises à l’Université d’Ottawa.
Yves Antoine est, pendant plusieurs années, chargé de cours à l’Université d’Ottawa et au Collège Algonquin. Le poète a également longtemps enseigné le français au Collège de l’Outaouais, pour ensuite prendre sa retraite, en 2002. Il profite de son retrait professionnel pour se consacrer à la littérature et à la recherche. L'essayiste est également membre de l’Union des écrivaines et écrivains québécois depuis plus d’une vingtaine d’années.

## Extraits
« Le nouveau désordre mondial, continue d'arroser la terre, des larmes de nouveau-nés, sur l'enclume du profit, il forge le destin des rivières, des oiseaux des fleurs, dans l'entonnoir aveugle de l'oubli, s'engloutissent des mains décharnées. » Antoine, Yves. La mémoire à fleur de peau : poésie. Ottawa : Éditions David, 2002. p. 25   (ISBN 2-922109-73-9)
« Tu te souviendras de la parole, cette amie fidèle logée, au verso du silence » Antoine, Yves. Alliage : poésie et prose. Dessins par Emmanuel Pierre Charles. Sherbrooke : Naaman, 1979. p. 19 (Création ; 46).  (ISBN 2-89040-003-4)
« Quand j'entre dans ton ventre, le temps s'arrête, sur le seuil de mes râles fermés à double tour, la mémoire inscrit sa dernière volonté, il y a que l'arbre qui croît, au bout de mes doigts, cherche en vain le chemin du soleil. » Antoine, Yves. Les sentiers parallèles. Paris: Éditions L'Harmattan, 2008. p. 52  (ISBN 978-2-296-04698-6)

## Honneurs[3]
- Poète invité à différents salons du livre
- Membre de quelques jurys
- Il a été nommé président d'honneur du Mois de l'histoire des Noirs en Outaouais par l'Association Afro-canadienne Tête Ensemble nationale et internationale en 2004
- Il a été vice-président de l'Association des Auteurs et Auteures de l'Outaouais.
- En février 1999, il reçoit du Prix Carter G.Woodson du Conseil interculturel de l’Outaouais
- En février 2004, il est nommé président du Mois de l’histoire des Noirs par l’Association Tête Ensemble
- En février 2010, il reçoit le Prix de la Fédération étudiante de l’Université d’Ottawa
- En novembre 2010, il reçoit le Prix Efficience pour le livre Inventeurs et Savants Noirs

### Monographies et parties de livres
- La Veillée. Préface de Pradel Pompilus. [S.l. : s.n.], 1964
- Témoin oculaire. [S.l. : s.n.], 1970
- Au gré des heures. Port-au-Prince : Presses nationales d'Haïti, 1972. 45 p.
- Les Sabots de la nuit. [S.l. : s.n., 1974?]. 76 p.
- Alliage : poésie et prose. Dessins par Emmanuel Pierre Charles. Sherbrooke : Naaman, 1979. – 59 p. (Création ; 46).  (ISBN 2-89040-003-4)
- Libations pour le soleil : poésie et prose. Dessins par Jacques-Enguerrand Gourgue. Sherbrooke : Naaman, 1985. 60 p. (Création ; 161).  (ISBN 2-89040-368-8)
- Sémiologie et personnage romanesque chez Jacques Stéphen Alexis. Candiac : Balzac, 1994. 256 p. (L’Univers des discours).  (ISBN 2-921425-40-8)
- Polyphonie : poésie, précédée de Jeu de miroirs. Ottawa : Vermillon, c1996. 65 p. (Parole vivante ; 28).  (ISBN 1-895873-40-1)
- Inventeurs et savants noirs. Paris : Harmattan, c1998. 142 p.  (ISBN 2-73846-478-5)
- La Mémoire à fleur de peau : poésie. Ottawa : Éditions David, 2002. 79 p.  (ISBN 2-922109-73-9)
- Inventeurs et savants noirs. Nouv. éd. Paris : Harmattan, c2004. 168 p.  (ISBN 2-74756-587-4)
- Sméralda, Juliette. Du cheveu défrisé au cheveu crépu. Préface d’Yves Antoine. Paris : Anibwe, 2007.  (ISBN 97829161210-48)

### Articles
- « Poèmes ». Conjonction : revue de l’Institut Français d’Haïti. no 119 (février-mars 1973). P. 69
- « Clairemise ». Mapou. Vol. 1, no 1 (automne 1977). P. 23-25
- « Boat-People ». Haïti Progrès. Vol. 2, no 2 (18 au 24 avril 1984). ISSN 1047-1405. P. 7
- Étincelles. no 10 (janvier-février 1985)
- « Une affligeante réalité ». Le Droit. (3 décembre 1987)
- « Propos sur une nouvelle publication ». Haïti Progrès. Vol. 7, no 38 (20 au 26 décembre 1989). ISSN 1047-1405. P. 21
- « Portrait : Jean Price Mars ». The Spectrum. Vol. 8, no 12 (15 décembre 1991). P. 11
- Haïti en Marche. Vol. VI, no 44 (16 au 22 décembre 1992)
- « Si ». Littéréalité. Vol. IV, no 1 (printemps 1992). ISSN 0843-4182. Sommaire : « Ébauche » ; « Connivence » ; « Appel ». P. 111-112
- « Si ». Muse en île. Vol. 1, no 1 (janvier 1992). P. 2
- « Pour celle qui partagera ma dernière nuit ». Muse en île. Vol. 1, no 1 (janvier 1992). P. 8
- « Portrait : Jacques Stéphen Alexis ». The Spectrum. Vol. 9, no 1  (15 janvier 1992). P. 4
- « Création ». Parallèles et convergences. Nos 11/12 (février 1995). ISSN 0708-5001. P. 46-47
- « La Largeur de vue d’un essayiste lucide ». Liaison. – no 86 (15 mars 1996). P. 26
- « Hymne à Bouraoui ». Liaison. no 91 (15 mars 1997). P. 29
- « Tribart ». Estuaires : revue culturelle. no 34 (1998). ISSN 1024-0950. P. 35
- « Porte ouverte ». Estuaires : revue culturelle. no 34 (1998). ISSN 1024-0950. P. 36
- « À voix basse ». Estuaires : revue culturelle. no 34 (1998). ISSN 1024-0950. P. 37
- « Haïti Oh Haïti Oh… ». Envol : revue de poésie. Vol. IV, no 3 (1998). P. 40
- « Les Noirs, la technique et la science ». Collectif interculturel. Institut de recherche et de formation interculturelles de Québec. Vol. IV, no 2 (1998). P. 89-93
- « Parcours ». Estuaires : revue culturelle. no 99 (novembre 1999). ISSN 1024-0950. P. 18